# 楊睿騏
楊睿騏（英語：Ricky Yang，1998年7月28日—），生於香港，香港職業籃球運動員，司職控球後衛／得分後衛，現時效力全國男子籃球聯賽球隊香港金牛。

## 籃球生涯
楊睿騏生於香港，自小受到爸爸影響而立志做籃球員，於小學二年級便接觸籃球，直到在將軍澳香島中學才接受正式訓練，直到在2013年的Nike League，楊睿騏從NBA球星高比拜仁手中接過最有價值球員寶座，因此而被傳統籃球名校拔萃男書院挖角。
在2014年，楊睿騏獲校隊兼當時甲二球隊東方青年軍教練胡國鋒推薦入隊，並為東方奪得聯賽冠軍和升班資格。在2016年，楊睿騏畢業後遠赴美國亞特蘭大升學。
在2017年5月，楊睿騏趁放假期間回東方龍獅，直至球季完結。2018年8月10日，楊睿騏在對南華的總決賽第五場，在第四節射入三記高難度兼關鍵的三分球，協助東方以80–76擊敗衛冕的南華，連贏三場反勝場數3–2首奪總冠軍。
2023年6月，楊睿騏加入新成立的全國男子籃球聯賽球隊香港金牛。2024年，香港金牛奪全國男子籃球聯賽總冠軍，楊睿騏在賽季大部分時間以替補身份上場。 
2024年10月，楊睿騏以借將身份加盟滿貫。

## 國際賽生涯
2018年7月29日，由於原本入選的永倫球員黃鎮煒於季後賽季軍戰第二場中受傷，於是楊睿騏首度獲香港籃球代表隊補選，出戰印尼雅加達亞運會。
2023年9月，楊睿騏入選杭州第19屆亞運會中國香港體育代表團籃球項目運動員名單。

## 外部連結
- 楊睿騏在fiba.basketball（英语）
- 楊睿騏在archive.fiba.com（存檔）（英语）
- 楊睿騏在Eurobasket.com（球員）（英语）
- 楊睿騏在Proballers（英语）
- 楊睿騏在RealGM（球員）（英语）
- 楊睿騏在Flashscore（英语）
- Ricky Yang
- ABL官網球員註冊資料